# Чембай
Чемба́й (укр. Чембай, крымскотат. Çembay, Чембай) — исчезнувшее село в Нижнегорском районе Республики Крым, располагавшееся на западе центральной части района, в степном Крыму, примерно в 1,5 км южнее современного села Коренное.

## История
Первое документальное упоминание села встречается в Камеральном Описании Крыма… 1784 года, судя по которому, в последний период Крымского ханства Чонбай входил в Карасубазарский кадылык Карасъбазарскаго каймаканства. После присоединения Крыма к России (8) 19 апреля 1783 года, (8) 19 февраля 1784 года, именным указом Екатерины II сенату, на территории бывшего Крымского Ханства была образована Таврическая область и деревня была приписана к Симферопольскому уезду. После Павловских реформ, с 1796 по 1802 год, входила в Акмечетский уезд Новороссийской губернии. По новому административному делению, после создания 8 (20) октября 1802 года Таврической губернии, Чембай был включён в состав Табулдынской волости Симферопольского уезда.
По Ведомость о всех селениях в Симферопольском уезде состоящих с показанием в которой волости сколько числом дворов и душ… от 9 октября 1805 года в деревне Чембай числилось 15 дворов и 84 жителя, исключительно крымских татар. На военно-топографической карте генерал-майора Мухина 1817 года деревня Шумбей обозначена с 20 дворами. После реформы волостного деления 1829 года Челебай, согласно «Ведомости о казённых волостях Таврической губернии 1829 года», отнесли к Айтуганской волости (переименованной из Табулдынской). На карте 1836 года в деревне Чимбай 27 дворов, как и на карте 1842 года.
Время опустения Чембая в исторических документах не зафиксировано. Деревня ещё обозначена на карте Шуберта 1865 года, но на карте с корректурой 1876 года уже не значится и в дальнейшем в доступных источниках не встречается.